# Pure (альбом Гэри Ньюмана)
Pure (с англ. — «Непорочный») — четырнадцатый студийный альбом британского музыканта Гэри Ньюмана, выпущенный 7 сентября 2000 года на лейбле Eagle Records.
В лирическом плане, Pure считается продолжением атак исполнителя на христианскую догму, но в более личностном плане в отличие от предыдущего релиза 1997 года.

## Об альбоме
В записи участвовала расширенная группа сокомпозиторов после в основном единоличных усилий на Sacrifice (1994 г.) и Exile (1997 г.). Члены группы Sulpher, Роб Холлидей и Стив Монти, приложили руки к производству альбома, а также поучаствовали в записи пластинки как музыканты, исполняя свои партии на гитаре, клавишных и барабанах соответственно.
Открывающая песня была типичной для большинства треков альбома, начиная с этериальных струнных и фортепианных эффектов, которые уступили место гитарному риффу в стиле индастриал-метал, прежде чем перейти в громовой припев. Ньюман описал это как попытку исследовать разум насильника и убийцы. «Walking with Shadows» по сюжету напоминает на песню Tubeway Army «The Life Machine» — она о человеке прибывающем в коме и о том, кто вместо того, чтобы желать вернуться к своим близким, хотел, чтобы его близкие присоединились к нему. «My Jesus», «Listen to My Voice» и «Rip» расширили атеистические/еретические темы, которые были представлены в альбоме Sacrifice, а также и в Exile. «I Can’t Breathe» обитал в мире, похожем на «Deadliner» из альбома Sacrifice, мир кошмара наяву. «Fallen» был первым инструментальным произведением композитора за несколько лет, полным искажённых эффектов. «A Prayer for the Unborn» и «Little Invitro» были относительно более мягкими номерами, вдохновленными личными трагическими моментами из жизни, в частности недавними выкидышами, от которых пострадала жена Ньюмана Джемма, и многочисленными неудачными попытками зачать ребёнка при помощи ЭКО до этого времени.
Музыкальный стиль на Pure сравнивался с другими индастриал-рок-группами, такими как Nine Inch Nails и Marilyn Manson, которые сами признавали раннее творчество Ньюмана повлиявшее на их собственную музыку. В то время как некоторые критики и фанаты заявили, что устали от третьей записи подряд, в которой содержатся (анти-)религиозные темы, другие, такие как The Sunday Times, описали Pure как лучший альбом Ньюмана со времён его классического периода 1979—1980 годов.

## Выпуск и продвижение

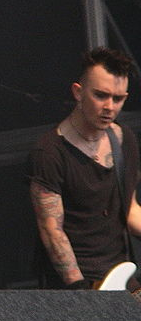
Роб Холлидей в составе группы Гэри Ньюмана, сентябрь 2008 г.

Ньюман активно гастролировал в поддержку нового альбома, запечатленного на лайв-пластинке Scarred, выпущенной в 2003 году. Ряд композиций также были ремикшированы для коллекции Hybrid, выпущенной в том же году. В отличие от трёх предыдущих альбомов, «расширенная» версия Pure никогда официально не публиковалась, хотя существует бутлег сомнительной подлинности. Однако в 2001 году было выпущено ограниченное издание с номером 2CD «Tour Edition», содержащее постер и бонусный компакт-диск с заставкой, концертными песнями и двумя ремиксами. Обложка альбома также была сильно переработана. Единственный сингл «Rip» был выпущен через 18 месяцев после выхода альбома; он достиг 29-го места в британских чартах, что сделало его первым новым синглом Ньюмана, попавшим в Топ-40 со времён «No More Lies» с Биллом Шарпом из Shakatak в 1988 году. В Соединённых Штатах песня «Listen to My Voice» стала радио-хитом, заняв 13-е место в альтернативных чартах R&R.

### Выпуск ремастера
21 июля 2021 года Вон Джордж объявил на своём канале YouTube после интервью с Гэри Ньюманом и его нынешним продюсером альбомов Эйдом Фентоном, что Sacrifice (1994 г.), Exile (1997 г.) и Pure (2000 г.) будут переработаны с нуля в соответствии с текущими стандартами производства более современных альбомов, выпущенных Фентоном, таких как Savage и Intruder. На момент выхода его видео Sacrifice и Pure были полностью записаны, в то время как производство Exile было приостановлено из-за выхода Intruder. Не было никаких намёков на потенциальную дату выпуска альбомов, хотя, скорее всего, это произойдет в 2022—2023 году.

## Отзывы критиков
| Совокупная оценка | Совокупная оценка |
| Источник          | Оценка            |
| ----------------- | ----------------- |
| Metacritic        | 67/100            |
| Оценки критиков   |                   |
| Источник          | Оценка            |
| AllMusic          | [ 3 ]             |
| Canoe.ca          | (неблагоприятно)  |
| The Guardian      | [ 15 ]            |
| NME               | (2/10)            |
| PopMatters        | (благоприятно)    |
| Q                 | [ 18 ]            |
| Release Magazine  | [ 19 ]            |

Pure получил смешанные и положительные отзывы. В своей статье для NME в октябре 2000 года музыкальный журналист Ноэль Гарднер описал альбом как «Pure… в конечном итоге это просто свидетельство раздутого тщеславия Ньюмана; безупречная производственная работа, но в то же время вызывающий чувство собственного достоинства и совершенно лишённый очарования». Дэррил Стердан, рецензируя альбом для Canoe.ca, описал вокальный и лирический подход Ньюмана как «шепчущий, словно Мэнсон, и визжащий, как Резнор, о боли, изоляции и жертвенности». Далее Стердан сказал следующее: «Ньюман признаёт, что на эти задумчивые электро-готические надутые губы повлиял американский электро-метал. Он получает одно очко за честность, но ни одного за оригинальность или даже своевременность — „Rip“, „Torn“ и „Fallen“ звучат так, как будто это клише низкокачественного Трентоподобия массово выпускались в 96-м. Это не сработало тогда и не работает сейчас. Особенно для такого парня, как Ньюман, который может сделать намного лучше».
Альбом был более позитивно оценён в журнале Kerrang!: «этот исполнитель-ветеран выпустил великолепно мрачный и дисфункциональный индастриал-альбом, который поразит вас электрическим током. „My Jesus“ и „Rip“ — всего лишь два из многих композиций, которые вращаются вокруг деменции на основе синтезатора, прежде чем погрузить вас в элегантные волны искажения. Если вам нравится ваша меланхолия, — плотная и динамичная, — вы не захотите, чтобы она заканчивалась. И вы ни за что не поверите, что это альбом Гэри Ньюмана. Отважившись на более тёмные пастбища, чем осмелился Depeche Mode, Pure переживает постмодернистский кошмар отчуждения в стиле „Бегущего по лезвию“. Было бы ошибкой Ньюмана называть Pure беременной угрозой».
Написав в The Guardian рецензию, Мэдди Коста также описала Ньюмана как похожего на Мэнсона и Резнора, но отметила, что «никто полностью ему не подражает». Лиана Джонас, рецензирующая альбом для AllMusic, говорит следующее: «Pure — это хорошая музыка с мрачным настроением, приправленная угрожающими басовыми линиями, электронными сбоями и всплесками, а также медленными гитарами. Это эффективное сочетание — призрачный голос в сочетании с индастриал-музыкой; часто в этом жанре присутствует крикливое пение». В обзоре для PopMatters об альбоме, написанном Уилсоном Нитом, говорится что «Pure — самая богатая, мощная и агрессивная работа Гэри Н.мана за последние годы».
В 2013 году Джими Холлидей из Audio Antihero Records повторно оценил Pure в ретроспективной статье «Paint It Back» для музыкального сайта GoldFlakePaint, восхваляя альбом и называя его «шедевром 21-го века» Ньюмана.

## Список композиций
Музыка и тексты написаны Гэри Ньюманом, за исключением отмеченных.
| №                   | Название                                                  | Длительность |
| ------------------- | --------------------------------------------------------- | ------------ |
| 1.                  | «Pure»                                                    | 5:08         |
| 2.                  | «Walking with Shadows»                                    | 5:52         |
| 3.                  | «Rip»                                                     | 5:06         |
| 4.                  | «One Perfect Lie»                                         | 4:35         |
| 5.                  | «My Jesus»                                                | 5:45         |
| 6.                  | «Fallen»                                                  | 2:31         |
| 7.                  | «Listen to My Voice»                                      | 5:12         |
| 8.                  | «A Prayer for the Unborn»                                 | 5:43         |
| 9.                  | «Torn»                                                    | 5:10         |
| 10.                 | «Little Invitro»                                          | 4:28         |
| 11.                 | «I Can't Breathe» (Гэри Ньюман, Роб Холлидей, Стив Монти) | 5:45         |
| Общая длительность: | Общая длительность:                                       | 55:15        |

## Участники записи
| Музыканты - Гэри Ньюман — вокал, гитара, клавишные, музыкальное программирование, продюсер, микширование - Стив Харрис — гитара - Роб Холлидей — гитара, клавишные, продюсер - Стив Монти — клавишные, музыкальное программирование, барабаны, продюсер - Ричард Бисли — барабаны | Производственный персонал - Ник Смит — звукорежиссёр, мастеринг - Ник Уотсон — мастеринг - Тони Вебб — менеджмент - Стив Галлик — фотограф - NuFederation — художественное оформление |

## Позиции в чартах
| Чарт (2000 г.)                   | Высшая позиция |
| -------------------------------- | -------------- |
| Великобритания (UK Albums Chart) | 58             |

| Чарт (2002 г.)                    | Сингл | Высшая позиция |
| --------------------------------- | ----- | -------------- |
| Великобритания (UK Singles Chart) | «Rip» | 29             |